# 華昱高速
華昱高速集團有限公司，簡稱華昱高速集團，以及華昱高速（英語：Huayu Expressway Group Limited，港交所：1823），在1999年，由華昱投資設立專門於投資、建造、經營及管理位於中國的基建設施項目。而主要資產為隨岳高速公路。
招股價為1.23港元，發行股份為1億股，而集資額為1.23億港元，股份則在2009年12月23日於香港交易所主板上市。
而董事長為陳陽南，總裁為麥慶泉，總部位於中國湖南省長沙市車站北路王府花園一棟17樓A室，以及香港干諾道中168-200號信德中心招商局大廈9樓919室。

## 連結
- Huayu.com.hk （页面存档备份，存于）